# Maera williamsi
Maera williamsi är en kräftdjursart som beskrevs av Bynum och Fox 1977. Maera williamsi ingår i släktet Maera och familjen Melitidae. Inga underarter finns listade i Catalogue of Life.